# Svecomanske bevægelse
Den Svecomanske bevægelse var en nationalistisk svensk bevægelse, som opstod i Storfyrstendømmet Finland i slutningen af 1800-tallet som reaktion på den fennomanske bevægelses ihærdige krav om øget brug af det finske sprog. Den nationalistiske Fennomanbevægelse havde krævet at Finlandssvensk skulle erstattes med finsk i den offentlige forvaltning, ved domstole og i skolerne. På det tidspunkt blev finsk og svensk brugt af henholdsvis 85 % og 15 % af befolkningen i Storfyrstendømmet.
Ideen om svecomanerne var en vigtig del af den offentlige debat i 1870'erne og 1880'erne som opstod efter genoprettelsen af den finske stænderforsamling, som nu mødtes hvert tredje år.

## Historie
Finland havde været en del af Sverige fra den tidlige middelalder til den Finske krig i 1808-1809, hvor det blev afstået til Rusland og gjort til et storfyrstendømme indenfor det russiske kejserrige. Selv om finsk var flertalssproget i det nye storfyrstendømme, var der en betydelig svensktalende minoritet. Svensk havde altid været sproget indenfor forvaltning og videnskab da Finland var en del af det svenske rige, og denne praksis fortsatte stort set uantastet langt ind i den 2. halvdel af 1800-tallet.
Svecomanerne fremførte den tanke, at Finland rummer to folk eller nationer, som taler forskellige sprog, har forskellig kultur og stammer fra forskellige dele af landet. Ifølge datidens videnskab blev de to folk omtalt som medlemmer af forskellige racer. Denne tanke var radikalt anderledes. Indtil da var den svensktalende landbefolkning stort set blevet overset, men nu blev dette mindretal betragtet som vigtigt og direkte knyttet til eliten i Finland.
Mange Svecomaner mente, at deres "germanske race" var bedre til at regere, at det fennomanske program derfor ville gøre Finland svagere og mere sårbar overfor den russiske trussel. Svecomanerne blev inspireret af samtidens tanker om videnskabelig racisme, som blev fremlagt af Herder, Gobineau, Blumenbach, frenologer, og socialdarwinister. Svecomaner mente at "race skaber kultur" frem for det omvendte, men de var også inspireret af magtrelationerne på det europæiske kontinent. De tyske preussere havde kort tid inden besejret Frankrig og grundlagt det tyske kejserrige, og det "oprindeligt germanske" Britiske Imperium regerede over havene og havde besejret det russiske kejserrige i Krimkrigen. Situationen i Østrig-Ungarn syntes også at bekræfte denne teori, da tyske østrigere regerede over ungarere, et Finsk-ugrisk folk som de etniske finner. Selv i det nærliggende Estland, som også var en del af Rusland, blev de finske estere styret af det baltisktyske aristokrati.
Den finske sprogstrid i disse årtier afspejlede også mere generelle politiske skel:
- Fennomaner blev foretrukket af de russiske myndigheder, og svecomanerne udtrykte den resterende frygt for russerne og følelsen af kulturelt at tilhøre den gamle fjende Sverige.
- Fennomaner var ideologisk mere liberael mens svecomaner var mere konservative.
- Fennomaner var mere korporativ mens svecomanerne var individualister.
- Efter krimkrigen, hvor de svensk-talende byer på Finlands sydkyst og handelsflåden var blevet alvorligt beskadiget, vand neutralistiske holdninger stor støtte blandt de uddannede Finlandssvenskere
- Fennomanerne var fortrinsvis domineret af præster mens svecomanernes ledere var industrifolk og akademikere fra andre fakulteter end det teologiske. Den åndelige leder af svecomanerne var sprogforskeren Axel Olof Freudenthal.

Følelsen af samhørighed mellem de svensktalende på landet og (resterne af) den svensktalende elite var det blivende resultat af den svecomanske bevægelse, og det blev den centrale ide i Svenska folkpartiet i Finland, som blev grundlagt efter indførelsen af almindelig stemmeret i 1906.